# Mistrzostwa Świata w Biathlonie 2007
41. Mistrzostwa świata w Biathlonie 2007 odbyły się we włoskiej miejscowości Anterselva. Konkursy odbyły się w dniach 2-11 lutego 2007 roku. Na tej imprezie po raz pierwszy rozegrany został bieg sztafet mieszanych. Ceremonia otwarcia mistrzostw odbyła się 2 lutego.

## Mężczyźni

### Sprint na 10 km
Konkurs rozpoczął się 3 lutego 2007 r. o godzinie 10:45. Pierwszym zawodnikiem, który wybiegł na trasę był Amerykanin Tim Burke, a ostatnim Szwajcar Claudio Böckli (nr 105). Polacy, który wystartowali w konkursie to: Tomasz Sikora (nr 21), Wiesław Ziemianin (nr 85), Mirosław Kobus (nr 91) i Krzysztof Pływaczyk (nr 39). Ówczesny lider Pucharu Świata Niemiec Michael Greis wystartował z numerem 19.
| Pozycja | Zawodnik                | Narodowość | Strzelanie | Wynik   |
| ------- | ----------------------- | ---------- | ---------- | ------- |
|         | Ole Einar Bjørndalen    | Norwegia   | 0+1        | 26:18,8 |
|         | Michal Šlesingr         | Czechy     | 0+0        | +4,8    |
|         | Andrij Deryzemla        | Ukraina    | 0+0        | +25,8   |
| 4.      | Björn Ferry             | Szwecja    | 0+1        | +34,4   |
| 5.      | Tomasz Sikora           | Polska     | 1+0        | +39,2   |
| 6.      | Mattias Nilsson         | Szwecja    | 0+0        | +40,4   |
| 7.      | Emil Hegle Svendsen     | Norwegia   | 1+1        | +48,0   |
| 8.      | Raphaël Poirée          | Francja    | 0+1        | +50,1   |
| 9.      | Rene Laurent Vuillermoz | Włochy     | 1+1        | +53,7   |
| 10.     | Matthias Simmen         | Szwajcaria | 2+1        | +56,5   |
| ...     |                         |            |            |         |
| 41.     | Wiesław Ziemianin       | Polska     | 0+0        | +2:18,5 |
| 55.     | Mirosław Kobus          | Polska     | 0+1        | +3:11,6 |
| 62.     | Krzysztof Pływaczyk     | Polska     | 2+2        | +3:33,6 |

### Bieg pościgowy na 12,5 km
4 lutego 2007 o 11:15 zwycięzca biegu sprinterskiego Ole Einar Bjørndalen wyruszył jako pierwszy na trasę biegu pościgowego. Polski skład na pościg Bjørndalena: Tomasz Sikora (nr 5), Wiesław Ziemianin (nr 41) i Mirosław Kobus (nr 55).
| Pozycja | Zawodnik             | Narodowość | Strzelanie | Wynik   |
| ------- | -------------------- | ---------- | ---------- | ------- |
|         | Ole Einar Bjørndalen | Norwegia   | 1+0+1+0    | 32:21,2 |
|         | Maksim Czudow        | Rosja      | 1+0+2+0    | +1:09,8 |
|         | Vincent Defrasne     | Francja    | 0+0+1+0    | +1:09,9 |
| 4.      | Michal Šlesingr      | Czechy     | 0+0+2+1    | +1:14,7 |
| 5.      | Emil Hegle Svendsen  | Norwegia   | 0+0+2+1    | +1:17,2 |
| 6.      | Raphaël Poirée       | Francja    | 1+0+1+1    | +1:18,8 |
| 7.      | Tomasz Sikora        | Polska     | 0+0+1+2    | +1:19,4 |
| 8.      | Dmitrij Jaroszenko   | Rosja      | 1+0+0+0    | +1:27,5 |
| 9.      | Iwan Czeriezow       | Rosja      | 0+0+1+0    | +1:36,1 |
| 10.     | Michael Rösch        | Niemcy     | 0+0+1+1    | +1:44,3 |
| ...     |                      |            |            |         |
| DUB     | Mirosław Kobus       | Polska     | 2+3+2+     | -       |
| DNS     | Wiesław Ziemianin    | Polska     | -          | -       |

- DNS – nie wystartował
- DUB – zdublowany

### Bieg indywidualny na 20 km
Konkurs rozpoczął się 6 lutego 2007 o godzinie 14:15. Uczestniczyło w nim 114 zawodników. Jak o pierwszy wystartował Szwed Carl Johan Bergman, a ostatni Amerykanin Lowell Bailey. Polacy startowali w składzie: Tomasz Sikora (nr 20), Wiesław Ziemianin (nr 84), Krzysztof Pływaczyk (nr 29) i Mirosław Kobus (nr 97). Nowy lider Pucharu Świata - Ole Einar Bjørndalen wystartował z numerem 89.
| Pozycja | Zawodnik            | Narodowość        | Strzelanie | Wynik   |
| ------- | ------------------- | ----------------- | ---------- | ------- |
|         | Raphaël Poirée      | Francja           | 0+0+0+0    | 56:14,6 |
|         | Michael Greis       | Niemcy            | 0+1+0+1    | +26,8   |
|         | Michal Šlesingr     | Czechy            | 0+2+0+0    | +37,4   |
| 4.      | Frode Andresen      | Norwegia          | 0+1+0+0    | +39,3   |
| 5.      | Nikołaj Krugłow     | Rosja             | 0+0+0+0    | +51,1   |
| 6.      | Iwan Czeriezow      | Rosja             | 0+1+2+0    | +1:09,6 |
| 7.      | Tim Burke           | Stany Zjednoczone | 0+1+0+1    | +1:27,4 |
| 8.      | Simon Fourcade      | Francja           | 0+0+0+1    | +1:33,5 |
| 9.      | Ricco Groß          | Niemcy            | 0+0+0+0    | +1:37,8 |
| 10.     | Halvard Hanevold    | Norwegia          | 1+0+0+0    | +2:01,8 |
| ...     |                     |                   |            |         |
| 21.     | Tomasz Sikora       | Polska            | 0+2+0+1    | +3:27,8 |
| 61.     | Krzysztof Pływaczyk | Polska            | 2+1+0+0    | +7:57,5 |
| 66.     | Wiesław Ziemianin   | Polska            | 0+0+0+1    | +8:26,3 |
| 76.     | Mirosław Kobus      | Polska            | 2+1+0+1    | +9:48,6 |

### Bieg masowy na 15 km
Konkurs rozpoczął się 11 lutego 2007 o godzinie 14:15. Uczestniczyło w nim 30 zawodników w tym Tomasz Sikora, jako jedyny z Polaków.
| Pozycja | Zawodnik             | Narodowość        | Strzelanie | Wynik   |
| ------- | -------------------- | ----------------- | ---------- | ------- |
|         | Michael Greis        | Niemcy            | 0+0+2+0    | 37:52,1 |
|         | Andreas Birnbacher   | Niemcy            | 0+0+0+0    | +15,4   |
|         | Raphaël Poirée       | Francja           | 1+0+0+0    | +28,1   |
| 4.      | Ole Einar Bjørndalen | Norwegia          | 0+0+2+2    | +36,3   |
| 5.      | Sven Fischer         | Niemcy            | 0+0+1+1    | +40,3   |
| 6.      | Frode Andresen       | Norwegia          | 1+0+1+1    | +41,8   |
| 7.      | Christoph Sumann     | Austria           | 1+0+0+1    | +47,5   |
| 8.      | Simon Fourcade       | Francja           | 0+0+1+0    | +49,7   |
| 9.      | Jay Hakkinen         | Stany Zjednoczone | 1+0+0+1    | +52,9   |
| 10.     | Mattias Nilsson      | Szwecja           | 0+0+2+0    | +52,9   |
| ...     |                      |                   |            |         |
| 21.     | Tomasz Sikora        | Polska            | 1+2+2+1    | +2:25,2 |

### Sztafeta 4 × 7,5 km
Konkurs rozpoczął się 10 lutego 2007 o godzinie 10:45. Uczestniczyło w nim 21 zespołów (Finlandia wycofała się). Polacy startowali w składzie: Krzysztof Pływaczyk, Grzegorz Bodziana, Mirosław Kobus i Tomasz Sikora.
| Pozycja | Reprezentacja | Zawodnicy                                                                       | Strzelanie                      | Wynik     |
| ------- | ------------- | ------------------------------------------------------------------------------- | ------------------------------- | --------- |
|         | Rosja         | Iwan Czeriezow Maksim Czudow Dmitrij Jaroszenko Nikołaj Krugłow                 | 0+0 0+0 0+0 0+1 0+0 0+0         | 1:14:36,1 |
|         | Norwegia      | Halvard Hanevold Lars Berger Frode Andresen Ole Einar Bjørndalen                | 0+2 0+1 0+2 0+2 0+0 1+3 0+0 0+1 | +1:00,5   |
|         | Niemcy        | Ricco Groß Michael Rösch Sven Fischer Michael Greis                             | 0+0 1+3 0+1 1+3 0+1 0+2 0+0 0+3 | +1:32,5   |
| 4.      | Włochy        | Christian de Lorenzi Wilfried Pallhuber Markus Windisch Rene Laurent Vuillermoz | 0+0 0+2 0+0 0+1 0+1 0+2 0+0 0+1 | +2:05,3   |
| 5.      | Czechy        | Ondřej Moravec Zdeněk Vítek Roman Dostál Michal Šlesingr                        | 1+3 0+0 0+1 0+2 0+0 0+0 0+1 0+1 | +2:16,7   |
| 6.      | Austria       | Daniel Mesotitsch Friedrich Pinter Simon Eder Christoph Sumann                  | 0+0 0+2 0+1 0+1 0+0 0+2 0+0 0+0 | +2:22,0   |
| 7.      | Szwecja       | David Ekholm Björn Ferry Mattias Nilsson Carl Johan Bergman                     | 0+2 0+2 0+1 0+1 0+1 0+3 0+1 0+0 | +2:48,1   |
| 8.      | Ukraina       | Ołeksij Ajdarow Aleksiej Korobiejnikow Ołeksandr Biłanenko Andrij Deryzemla     | 0+1 0+1 0+0 0+1 0+3 0+0 0+0 1+3 | +3:08,1   |
| ...     |               |                                                                                 |                                 |           |
| 13.     | Polska        | Krzysztof Pływaczyk Grzegorz Bodziana Mirosław Kobus Tomasz Sikora              | 0+0 0+1 0+1 0+2 0+0 0+0 0+3 0+1 | +4:51,7   |

## Kobiety

### Sprint na 7,5 km
Konkurs rozpoczął się 3 lutego 2007 o godzinie 14:15. Pierwszą zawodniczką, która wybiegła na trasę była Finka Kaisa Mäkäräinen, a ostatnią Ukrainka Nina Łemesz (nr 86). Polki, które wystartowały w konkursie to: Magdalena Gwizdoń (nr 6), Krystyna Pałka (nr 20), Katarzyna Ponikwia (nr 69) i Magdalena Nykiel (nr 81). Ówczesna liderka Pucharu Świata - Niemka Kati Wilhelm wystartowała z numerem 15.
| Pozycja | Zawodniczka          | Narodowość | Strzelanie | Wynik   |
| ------- | -------------------- | ---------- | ---------- | ------- |
|         | Magdalena Neuner     | Niemcy     | 1+1        | 22:46,9 |
|         | Anna Carin Zidek     | Szwecja    | 1+1        | +2,3    |
|         | Natalja Gusiewa      | Rosja      | 0+1        | +19,6   |
| 4.      | Helena Jonsson       | Szwecja    | 0+0        | +29,6   |
| 5.      | Ann Kristin Flatland | Norwegia   | 0+0        | +38,7   |
| 6.      | Michela Ponza        | Włochy     | 0+0        | +39,2   |
| 7.      | Kati Wilhelm         | Niemcy     | 2+1        | +45,1   |
| 8.      | Tadeja Brankovič     | Słowenia   | 0+1        | +46,9   |
| 9.      | Sandrine Bailly      | Francja    | 2+0        | +49,6   |
| 10.     | Tora Berger          | Norwegia   | 1+1        | +53,4   |
| ...     |                      |            |            |         |
| 14.     | Magdalena Gwizdoń    | Polska     | 0+2        | +1:09,3 |
| 30.     | Katarzyna Ponikwia   | Polska     | 0+0        | +1:49,0 |
| 34.     | Krystyna Pałka       | Polska     | 2+0        | +1:57,6 |
| 68.     | Magdalena Nykiel     | Polska     | 0+4        | +3:50,9 |

### Bieg pościgowy na 10 km
4 lutego 2007 o 14:15 zwyciężczyni biegu sprinterskiego Magdalena Neuner wyruszyła jako pierwsza na trasę biegu pościgowego. Polski skład na pościg Neuner: Magdalena Gwizdoń (nr 14), Krystyna Pałka (nr 34) i Katarzyna Ponikwia (nr 30). Nowa liderka Pucharu Świata - Szwedka Anna Carin Zidek wystartowała z numerem 2.
| Pozycja | Zawodniczka             | Narodowość | Strzelanie | Wynik   |
| ------- | ----------------------- | ---------- | ---------- | ------- |
|         | Magdalena Neuner        | Niemcy     | 1+0+1+2    | 33:01,6 |
|         | Linda Grubben           | Norwegia   | 0+1+0+0    | +7,1    |
|         | Anna Carin Zidek        | Szwecja    | 2+0+1+2    | +7,6    |
| 4.      | Natalja Gusiewa         | Rosja      | 1+1+0+0    | +47,8   |
| 5.      | Tadeja Brankovič        | Słowenia   | 1+0+1+0    | +1:03,3 |
| 6.      | Florence Baverel-Robert | Francja    | 0+0+1+1    | +1:22,5 |
| 7.      | Teja Gregorin           | Słowenia   | 0+0+1+1    | +1:24,8 |
| 8.      | Michela Ponza           | Włochy     | 0+0+1+0    | +1:30,2 |
| 9.      | Kati Wilhelm            | Niemcy     | 1+2+1+1    | +1:34,7 |
| 10.     | Andrea Henkel           | Niemcy     | 2+1+1+0    | +1:46,9 |
| ...     |                         |            |            |         |
| 17.     | Magdalena Gwizdoń       | Polska     | 0+1+0+3    | +2:29,3 |
| 21.     | Krystyna Pałka          | Polska     | 1+0+0+0    | +2:48,7 |
| 36.     | Katarzyna Ponikwia      | Polska     | 0+0+1+1    | +4:26,4 |

### Bieg indywidualny na 15 km
Konkurs rozpoczął się 7 lutego 2007 o godzinie 14:15. Uczestniczyły w nim 93 zawodniczki. Jako pierwsza wystartowała Słowenka Teja Gregorin, a ostatnia Ukrainka Wiktorija Semerenko. Polki startowały w składzie: Magdalena Gwizdoń (nr 57), Krystyna Pałka (nr 30), Katarzyna Ponikwia (nr 78) i Paulina Bobak (nr 87). Biegu nie ukończyła m.in. Kati Wilhelm.
| Pozycja | Zawodniczka             | Narodowość | Strzelanie | Wynik   |
| ------- | ----------------------- | ---------- | ---------- | ------- |
|         | Linda Grubben           | Norwegia   | 0+0+0+0    | 46:24,3 |
|         | Florence Baverel-Robert | Francja    | 0+0+0+0    | +1:06,5 |
|         | Martina Glagow          | Niemcy     | 1+0+0+0    | +1:35,6 |
| 4.      | Tora Berger             | Norwegia   | 0+0+1+0    | +1:44,9 |
| 5.      | Anna Carin Zidek        | Szwecja    | 0+2+0+2    | +1:59,4 |
| 6.      | Andrea Henkel           | Niemcy     | 1+1+0+1    | +2:11,2 |
| 7.      | Jekatierina Jurjewa     | Rosja      | 0+1+0+0    | +2:25,3 |
| 8.      | Kaisa Mäkäräinen        | Finlandia  | 0+1+0+1    | +2:38,4 |
| 9.      | Sandrine Bailly         | Francja    | 0+0+0+1    | +3:15,0 |
| 10.     | Oksana Chwostenko       | Ukraina    | 1+0+1+0    | +3:17,5 |
| ...     |                         |            |            |         |
| 25.     | Krystyna Pałka          | Polska     | 2+0+0+0    | +4:18,4 |
| 32.     | Magdalena Gwizdoń       | Polska     | 0+1+1+1    | +4:52,4 |
| 45.     | Katarzyna Ponikwia      | Polska     | 1+2+0+0    | +6:27,7 |
| 70.     | Paulina Bobak           | Polska     | 2+0+3+0    | +9:28,8 |

### Bieg masowy kobiet na 12,5 km
Konkurs rozpoczął się 10 lutego 2007 o godzinie 14:15. Uczestniczyło w nim 30 zawodniczek w tym dwie Polki: Magdalena Gwizdoń i Krystyna Pałka. Na starcie zabrakło m.in. liderki Pucharu Świata Anna Carin Zidek. Do mety dotarły jednak tylko 28 zawodniczki. Reprezentantki Białorusi nie zostały sklasyfikowane.
| Pozycja | Zawodniczka             | Narodowość | Strzelanie | Wynik   |
| ------- | ----------------------- | ---------- | ---------- | ------- |
|         | Andrea Henkel           | Niemcy     | 1+0+1+0    | 37:13,1 |
|         | Martina Glagow          | Niemcy     | 1+0+0+0    | +4,6    |
|         | Kati Wilhelm            | Niemcy     | 0+1+1+0    | +10,6   |
| 4.      | Natalja Gusiewa         | Rosja      | 0+1+0+0    | +20,8   |
| 5.      | Jekatierina Jurjewa     | Rosja      | 0+0+0+0    | +28,2   |
| 6.      | Linda Grubben           | Norwegia   | 0+0+2+0    | +28,7   |
| 7.      | Kaisa Mäkäräinen        | Finlandia  | 0+1+0+0    | +44,5   |
| 8.      | Helena Jonsson          | Szwecja    | 0+0+0+1    | +1:00,7 |
| 9.      | Tadeja Brankovič        | Słowenia   | 1+1+0+0    | +1:02,5 |
| 10.     | Florence Baverel-Robert | Francja    | 0+0+1+1    | +1:04,9 |
| ...     |                         |            |            |         |
| 16.     | Magdalena Gwizdoń       | Polska     | 1+1+2+0    | +1:57,5 |
| 17.     | Krystyna Pałka          | Polska     | 1+1+0+0    | +1:57,8 |

### Sztafeta 4 × 6 km
Konkurs rozpoczął się 11 lutego 2007 o godzinie 11:15. Uczestniczyło w nim 17 zespołów (reprezentacja USA wycofała się). Polki startowały w składzie: Krystyna Pałka, Paulina Bobak, Magdalena Gwizdoń i Katarzyna Ponikwia.
| Pozycja | Reprezentacja | Zawodniczki                                                              | Strzelanie                      | Wynik     |
| ------- | ------------- | ------------------------------------------------------------------------ | ------------------------------- | --------- |
|         | Niemcy        | Martina Beck Andrea Henkel Magdalena Neuner Kati Wilhelm                 | 0+0 0+1 0+2 0+1 0+0 0+3 0+0 0+0 | 1:14:19,1 |
|         | Francja       | Florence Baverel-Robert Delphyne Peretto Sylvie Becaert Sandrine Bailly  | 0+1 0+2 0+1 1+3 0+0 0+0         | +1:07,8   |
|         | Norwegia      | Tora Berger Ann Kristin Flatland Jori Mørkve Linda Tjørhom               | 0+0 1+3 0+0 0+2 0+0 0+0 0+0 0+1 | +1:29,7   |
| 4.      | Słowenia      | Teja Gregorin Dijana Grudiček-Ravnikar Andreja Mali Tadeja Brankovič     | 0+1 0+0 0+1 0+2 0+1 0+1 0+0 0+1 | +1:52,7   |
| 5.      | Białoruś      | Wolha Kudraszowa Darja Domraczewa Ludmiła Anańka Natalja Sokołowa        | 1+3 0+2 0+1 0+1 0+0 0+2 0+1 0+0 | +1:58,1   |
| 6.      | Chiny         | Kong Yingchao Dong Xue Yin Qiao Liu Xianying                             | 0+0 0+0 0+0 0+3 0+0 0+2 0+2 0+2 | +2:01,0   |
| 7.      | Rosja         | Anna Bogalij-Titowiec Jekatierina Jurjewa Olga Anisimowa Natalja Gusiewa | 0+0 0+3 0+0 0+0 0+1 2+3 0+1 0+2 | +2:09,9   |
| 8.      | Włochy        | Michela Ponza Katja Haller Roberta Fiandino Karin Oberhofer              | 0+0 0+0 0+1 0+0 0+0 0+2 0+0 0+1 | +3:27,4   |
| ...     |               |                                                                          |                                 |           |
| 10.     | Polska        | Krystyna Guzik Paulina Bobak Magdalena Gwizdoń Katarzyna Ponikwia        | 0+0 0+0 0+1 1+3 0+2 0+1 0+2 0+0 | +4:30,2   |

## Sztafeta mieszana
Konkurs rozpoczął się 8 lutego 2007 o 14:15. Uczestniczyło w nim 21 zespołów (reprezentacja USA wycofała się). Reprezentacja Polski wystartowała w składzie: Krystyna Pałka, Magdalena Gwizdoń, Krzysztof Pływaczyk i Tomasz Sikora.
| Pozycja | Reprezentacja | Zawodniczki                                                             | Strzelanie                      | Wynik     |
| ------- | ------------- | ----------------------------------------------------------------------- | ------------------------------- | --------- |
|         | Szwecja       | Helena Jonsson Anna Carin Zidek Björn Ferry Carl Johan Bergman          | 0+1 0+1 0+1 0+2 0+2 0+3 0+2 0+1 | 1:20:04,7 |
|         | Francja       | Florence Baverel-Robert Sandrine Bailly Vincent Defrasne Raphaël Poirée | 0+0 0+0 0+1 0+1 0+0 0+0         | +27,6     |
|         | Norwegia      | Tora Berger Jori Mørkve Emil Hegle Svendsen Frode Andresen              | 0+1 0+1 0+0 0+1 0+1 0+1 0+3 0+3 | +36,4     |
| 4.      | Słowenia      | Teja Gregorin Tadeja Brankovič Klemen Bauer Janez Marič                 | 0+0 0+2 0+0 0+1 0+2 1+3 0+0 1+3 | +1:11,1   |
| 5.      | Niemcy        | Kathrin Hitzer Simone Hauswald Michael Greis Alexander Wolf             | 0+3 0+1 2+3 0+1 0+0 0+0 1+3 0+1 | +1:24,2   |
| 6.      | Włochy        | Michela Ponza Katja Haller Wilfried Pallhuber Rene Laurent Vuillermoz   | 0+1 0+1 0+1 0+2 0+3 0+1         | +1:25,3   |
| 7.      | Chiny         | Kong Yingchao Dong Xue Zhang Chengye Zhang Qing                         | 0+0 0+0 0+0 0+3 0+0 1+3 0+1 0+1 | +1:39,3   |
| 8.      | Czechy        | Zdeňka Vejnarová Magda Rezlerová Ondřej Moravec Zdeněk Vítek            | 0+0 0+2 0+1 0+2 0+2 0+0 0+1 0+2 | +1:48,5   |
| ...     |               |                                                                         |                                 |           |
| 11.     | Polska        | Krystyna Guzik Magdalena Gwizdoń Krzysztof Pływaczyk Tomasz Sikora      | 0+1 0+1 0+1 0+2 0+2 0+1 0+1 0+1 | +3:24,4   |

## Klasyfikacja medalowa
| Miejsce | Państwo  |   |   |   | Razem |
| ------- | -------- | - | - | - | ----- |
| 1.      | Niemcy   | 5 | 3 | 3 | 11    |
| 2       | Norwegia | 3 | 2 | 2 | 7     |
| 3       | Francja  | 1 | 3 | 2 | 6     |
| 4       | Rosja    | 1 | 1 | 1 | 3     |
| 4       | Szwecja  | 1 | 1 | 1 | 3     |
| 6       | Czechy   | 0 | 1 | 1 | 2     |
| 7       | Ukraina  | 0 | 0 | 1 | 1     |